# 傑貝勒

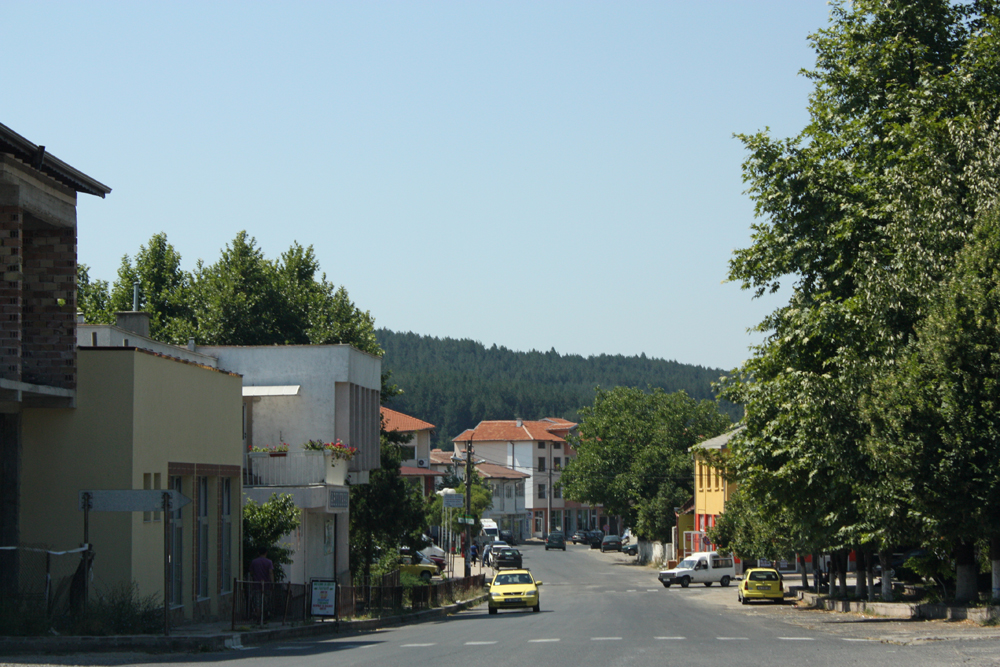
傑貝勒

傑貝勒是保加利亞的城鎮，位於該國南部，距離首府克爾賈利20公里，由克爾賈利州負責管轄，面積9.04平方公里，海拔高度340米，受大陸性氣候影響，2010年人口3,145，居民主要信奉伊斯蘭教。

## 外部連結
- Official website of Dzhebel

41°30′N 25°18′E / 41.500°N 25.300°E